# Dårfinkar & dönickar
Dårfinkar & dönickar är en roman av Ulf Stark från 1984, som handlar om en tjej vid namn Simone, vars mamma har hittat en ny karl, Yngve. Yngve, Simone och hennes mor flyttar till ett nytt hus, och hunden Kilroy glöms och blir kvar i den gamla lägenheten. Simone blir arg på allt och alla och klipper håret kort. När hon kommer till skolan blir hon uppropad som Simon, den nya pojken i klassen, och hennes liv blir helt upp och ner och hon låtsas vara pojke och döljer sitt riktiga jag.
Den filmatiserades som TV-serie av Rumle Hammerich 1989.
Även en musikal har satts upp med manus av Irena Kraus och musik av Thomas Lindahl. Urpremiären var på Stockholms stadsteater Skärholmen 2009 i regi av Alexander Öberg.